# Corps Neoborussia-Berlin zu Bochum
Das Corps Neoborussia-Berlin zu Bochum ist ein Corps im Kösener Senioren-Convents-Verband. Es pflegt die Mensur und trägt Couleur. Es vereint Studenten und ehemalige Studenten der Ruhr-Universität Bochum sowie ehemalige Studenten der TH Darmstadt und der Friedrich-Wilhelms-Universität Berlin. Die Berliner Neupreußen sind das einzige Corps im Ruhrgebiet.

## Wappen und Couleur
Neoborussia trägt die Farben „schwarz-weiß-rosa“ mit silberner Perkussion. Die Füchse tragen ein Fuchsenband in den Farben „schwarz-rosa-schwarz“. Für diese Farbgebung gibt es eine symbolische und eine geschichtliche Erklärung. Jene besagt, Weiß stehe für Makellosigkeit, Schwarz für Wehrhaftigkeit und Rosa für die ewige Erneuerung. Letztere Erklärung sieht in den Farben Schwarz-Weiß die Farben Preußens; das angefügte Rosa stammt vom napoleonischen Großherzogtum Posen, das auf dem Wiener Kongress 1815 preußische Provinz wurde und bis 1919 blieb. Neupreußen tragen eine kleine weiße Mütze, die sog. Hinterkopfcouleur.
Der Wahlspruch der Neoborussia lautet Virtus sola bonorum corona (deutsch: Die Tugend ist der Guten Zier). Der Wappenspruch lautet Alle für Einen, Einer für Alle.
Die Farben des Corps finden sind auch im Corpswappen wieder. Das Innere des Wappens ist in vier Felder unterteilt: Rechts oben sind die Farben Neoborussias diagonal abgebildet. Links oben befinden sich Zirkel und Stiftungsdatum (10. Juli 1838). Rechts unten kreuzen zwei Glockenschläger auf einem Lorbeerkranz, der von den Anfangsbuchstaben des Wappenspruchs umwunden wird. Links unten erhebt sich ein weißer Phönix aus rosa Flammen.

## Geschichte

### Berlin
Das Corps Neoborussia wurde am 10. Juli 1838 an der Friedrich-Wilhelms-Universität Berlin gegründet und trat noch im selben Jahr mit dem Corps Marchia Berlin und dem Corps Pomerania II zum Berliner Senioren-Convent (KSCV) zusammen. Die Wurzeln des Corps liegen am traditionsreichen Gymnasium zum Grauen Kloster. Dort begründeten im Mai 1836 die Schüler Moritz von Blanckenburg, Alexander von Bredow, Gustav Friedrich Adolf Runge, Karl Droysen, F. W. Heinrich Hinneberg, J. A. F. W. Ramin, A. H. Hitzer, H. G. Schmidt, Franz Dreysing, F.J.F.E. Krebs, Hermann Theodor Wangemann und andere die Klosterbruderschaft Cerevisia, aus welcher dann im Sommer 1838 das Korps Neoborussia hervorging."
Als der SC im Jahre 1855 dem Kösener Senioren-Convents-Verband beitrat, wurde er von Normannia, Vandalia und Neoborussia gebildet. Neoborussia war vom 23. November 1861 bis zum 14. Februar 1862 und vom 22. Dezember 1862 bis zum August 1865 suspendiert. Am 28. August 1864 wurde der sozialistische Politiker und Burschenschafter Ferdinand Lassalle von Janko von Racowitza, einem Mitglied des Corps Neoborussia, im Duell tödlich verletzt. Nach einer geheimen Kabinettsorder der Krone Preußen musste Neoborussia mit dem Ausbruch des Deutschen Krieges im Juli 1866 „auf ewige Zeiten“ suspendieren.
Am 23. Februar 1922 wurde das Corps Neoborussia durch Übernahme der Aktiven des freien Corps gleichen Namens wiedergegründet. Es wurde am selben Tag in den SC zu Berlin aufgenommen und am 1. Juli 1922 als Fortsetzung des alten Corps Neoborussia anerkannt. Bereits zehn Jahre später suspendierte das Corps am 7. November 1932 endgültig in Berlin.

### Frankfurt am Main
Am 19. April 1952 rekonstituierte das Corps Neoborussia in Frankfurt als Mitglied des SC zu Frankfurt mit Domizil an der Technischen Hochschule Darmstadt. Gleichzeitig erhielt sie einen Gastsitz im Darmstädter SC des Weinheimer Senioren-Convents. Eine Zusammenarbeit von Kösener und Weinheimer Corps auf SC-Ebene gab bzw. gibt es sonst nur in Zürich, Göttingen und München.

### Bochum

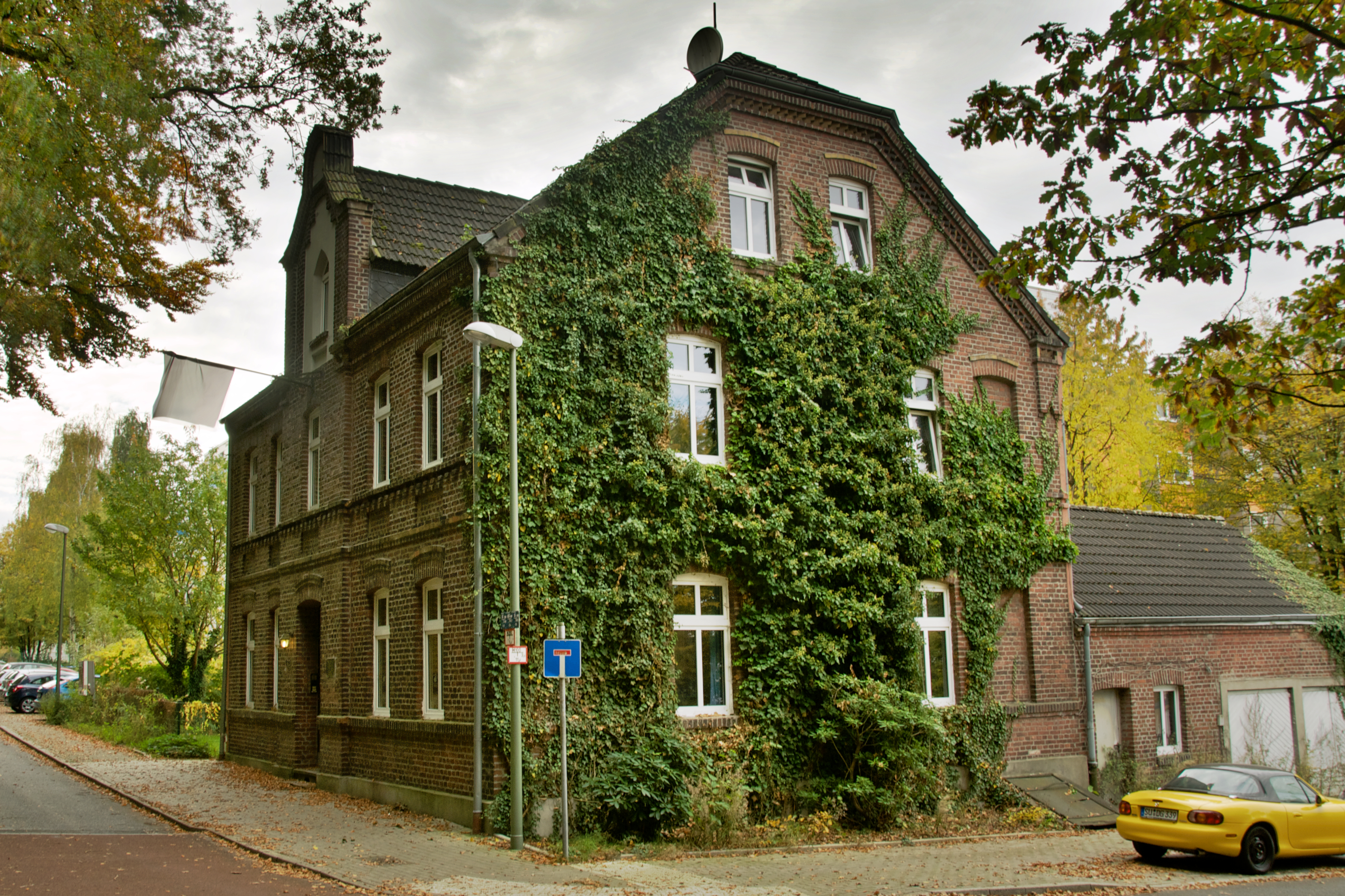
Neoborussias Corpshaus in Bochum

Am 6. März 1967 verlegte Neoborussia an die damals junge Ruhr-Universität Bochum, wo sie einen SC gemeinsam mit dem ein Jahr zuvor neu gestifteten Corps Marchia Bochum bildete. Seit dem Austritt Marchias aus dem Kösener SC-Verband am 10. Februar 1971 bildet Neoborussia den SC zu Bochum als Einzelcorps. Nach der Rückkehr des Weinheimer Corps Teutonia Dresden im Jahre 1994 nach Dresden, das seit dem 28. Februar 1966 ebenfalls an der Ruhruniversität Bochum bestanden hatte, ist Neoborussia das einzige Corps an einer Universität des Ruhrgebietes.
Im Amtsjahr 1987/88 führte Neoborussia als Einzelcorps des SC zu Bochum die Vorortgeschäfte des KSCV. Im Mai 2013 feierte das Corps sein 175-jähriges Bestehen. An der Feier nahmen Vertreter aus Politik und Kultur teil

## Auswärtige Beziehungen
In der Zeit vor der Suspension im Jahre 1866 stand Neoborussia im Kartell mit Silesia, Saxonia Leipzig, Marchia Halle und Franconia Jena. Seit 1958 gehört das Corps Neoborussia-Berlin dem Magdeburger Kreis an.

## Mitglieder
(In alphabetischer Reihenfolge)
- Max Barth (1844–1893), Landrat in Naumburg, Generaldirektor der Provinzial-Feuersozietät der Provinz Sachsen, Mitglied des Provinziallandtags der Provinz Sachsen, MdHdA
- Werner Barthold (1908–1996), Richter und Ministerialbeamter
- Moritz Karl Henning von Blanckenburg (1815–1888), MdR
- Max von Bredow (1817–1893), Oberst, Rittergutsbesitzer, MdHH
- Otto von Bülow (1827–1901), preußischer und deutscher Gesandter
- Bernhard Fränkel (1836–1911), HNO-Arzt und Hochschullehrer
- Oscar Fraentzel (1838–1894), Professor für Herz- und Lungenkrankheiten
- Maximilian von Garnier (1844–1888), Jurist und Politiker
- Johannes Gobbin (1833–1881), Oberbürgermeister von Brandenburg an der Havel und Görlitz
- Waldemar von der Hagen (1839–1889), Rittergutsbesitzer, Landrat im Westhavelland
- Wilhelm Heinzerling (1828–1896), Richter, Mitglied des Hessischen Verwaltungsgerichtshofes, Lehrbeauftragter für Grundzüge der Rechtswissenschaft und Nationalökonomie, Mitglied und Sekretär der Zweiten Kammer der Landstände des Großherzogtums Hessen, Präsident der Hessischen Landessynode
- Eduard Hitzig (1838–1907), Hirnforscher
- Ernst Otto Hopp (1841–1910), Schriftsteller und Journalist
- Hans-Peter Howaldt (* 1956), Ordinarius für Kieferchirurgie in Gießen
- Adolf Kayser (1828–1912), MdR
- Carl Kiehn (1833–1894), Rittergutsbesitzer, MdHdA
- Friedrich von Koenen (1836–1899), Landrat
- Carl Julius Adolph Kuhlmay (1830–1868), Advokat und einer der Initiatoren des organisierten Seenotrettungswesens in Deutschland
- Paul Langerhans (1820–1909), Arzt und Politiker
- Ludwig von Lockstedt (1837–1877), Rittergutsbesitzer, Landrat in Regenwalde
- Johann Georg von Loeper (1819–1900), Rittergutsbesitzer, Landrat des Landkreises Regenwalde, MdHdA
- Karl Löwe (1845–1907), Präsident des Kaiserlichen Kanalamtes
- Iacob Negruzzi (1842–1932), rumänischer Dichter, Literaturhistoriker und Kulturkritiker
- Leon Negruzzi (1840–1890), rumänischer Jurist und Dichter
- Max Paul Neumann (1874–1937), Agrarwissenschaftler
- Adolf von Nickisch-Rosenegk (1836–1895), Landrat in Düsseldorf und Saatzig, Stellvertreter des Regierungspräsidenten in Danzig, MdHdA
- Peter Pieper (* 1953), forensischer Archäologe
- Moritz Pistor (1835–1924), Geheimer Obermedizinalrat, Vortragender Rat im preußischen Kultusministerium
- Olaf Reidt (* 1964), Fachanwalt für Verwaltungsrecht
- Gerd Schaefer-Rolffs (1909–1986), Ingenieur und Verbandsfunktionär
- Friedrich Eberhard Schnapp (1938–2022), Jurist, emeritierter Hochschullehrer
- Hermann Simon von Zastrow (1829–1900), Landgerichtspräsident in Köslin, MdHdA
- Friedrich Eberhard Schnapp (1938–2022), Jurist und Hochschullehrer
- Joachim Stoermer (1924–2002), Kinderkardiologe und Hochschullehrer
- Viktor von Tepper-Laski (1844–1905), Regierungspräsident in Köslin
- Heinrich von Werthern (1838–1879), Herr auf Schloss Beichlingen, Landrat des Landkreises Eckartsberga
- Wilhelm Ziegler (1835–1897), preußischer Generalleutnant